# Panagia Tinou (ferry)
 (juillet 2023).
Si vous disposez d'ouvrages ou d'articles de référence ou si vous connaissez des sites web de qualité traitant du thème abordé ici, merci de compléter l'article en donnant les références utiles à sa vérifiabilité et en les liant à la section « Notes et références ».
Le Panagia Tinou est un ferry construit en 1972, sous le nom de Hengist, pour la compagnie Sealink (en). Il navigue d’abord dans la Manche sous les couleurs de la Sealink (en) puis de Stena Line, avant de partir en Méditerranée à la suite de son rachat par une compagnie grecque en mars 1992. Il y navigue jusqu’à son naufrage, dans le port du Pirée, en avril 2016. Il est renfloué en février 2017 et détruit à Aliağa le mois suivant.

## Histoire
Le Panagia Tinou est un ferry construit en 1972, sous le nom de Hengist, pour la compagnie Sealink (en). Lancé le 29 avril 1972, il est officiellement mis en service le 16 juin 1972 entre Folkestone et Boulogne.
Le 10 janvier 1980, il heurte le roulier Canabal vers Calais. Les deux navires s’en sortent avec quelques dégâts mineurs. Trois ans plus tard, le 3 avril 1983, un incendie se déclare dans sa salle des machines, nécessitant son escorte vers Douvres pour réparations.
À l’hiver 1985, le ferry est rénové pour 1 000 000 £, puis une seconde fois par les chantiers Swan Hunter de Hebburn en janvier 1986.
En 1987, deux tempêtes touchent le navire : d’abord le 24 avril 1987, lorsqu’il heurte et coule un bateau de pêche en entrant dans le port de Boulogne, puis le 16 octobre 1987, quand il est propulsé sur une plage entre Douvres et Folkestone, qu’il a été contraint de quitter car ses lignes d’amarrage étaient cassées par le vent. Il est renfloué le 22 octobre 1987 et ramené vers Douvres par le remorqueur de haute mer Salvageman. Il n’est remis en service qu’en janvier 1988. L’année suivante, il est rénové à Bremerhaven.
En avril 1990, il est vendu à la compagnie Stena Line, qui le renomme Stena Hengist en janvier 1991. À l’hiver 1991/1992, il est rénové à Birkenhead.
En mars 1992, il est acheté par la compagnie grecque Flanmare Shipping (GA Ferries), qui le rebaptise Romilda. Il change à nouveau de propriétaire en avril 1993, devenant un navire de la Ventouris Sea Lines sous le nom d’Apollo Express II. En octobre 1995, celle-ci fait face à de gros problèmes financiers et le désarme au Pirée jusqu’en septembre 1996, lorsqu’il est vendu à Milos Naftiki Eteria. Il est remis en service le mois suivant, sous le nom de Panagia Ekatontapiliani, pour la compagnie Agapitos Lines qui l’utilise entre différents ports grecs : Le Pirée, Paros, Naxos, Ios et Santorin.

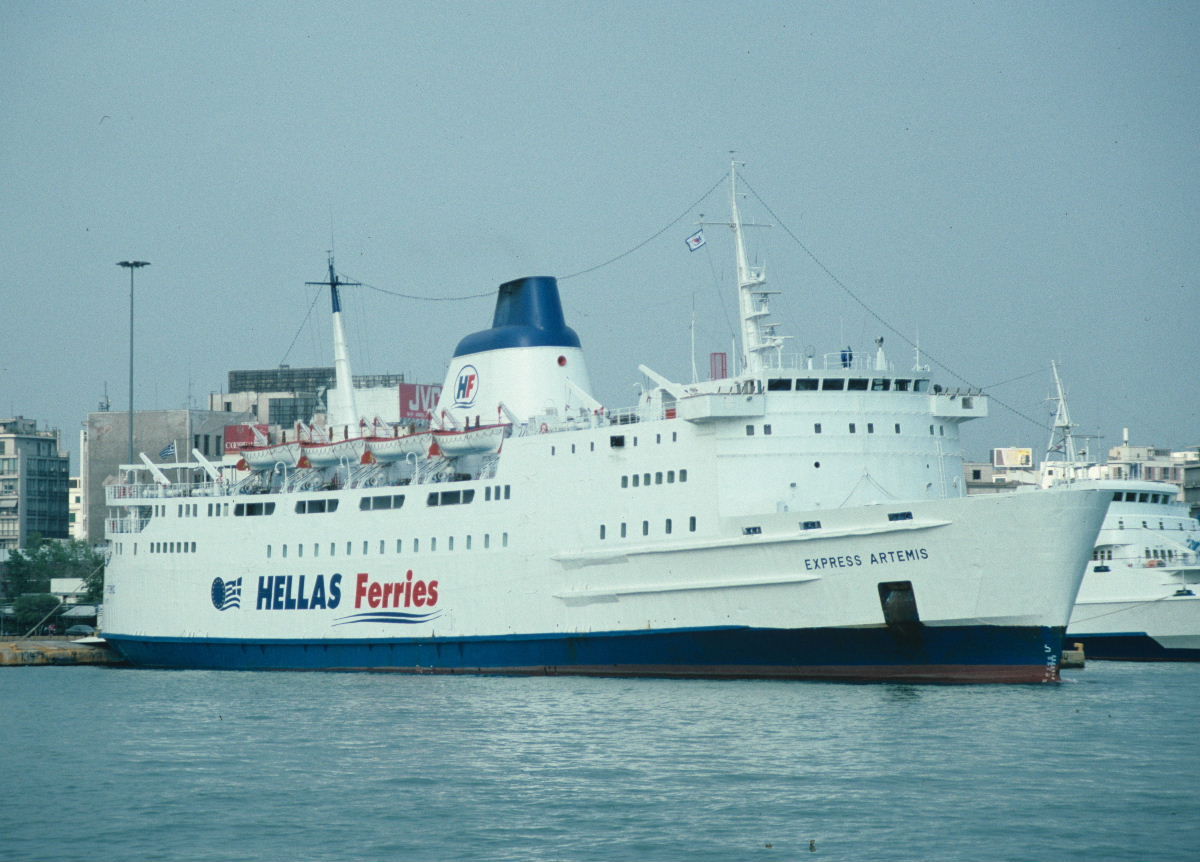
L’Express Artemis au Pirée en 2000.

En novembre 1999, il est racheté par la compagnie Minoan Flying Dolphins et devient l’Express Artemis. Il navigue alors pour le compte d’Hellas Ferries et devient, en juin 2001, il reprend son ancien nom (Panagia Ekatontapiliani) avant d’être retiré du service à cause de problèmes moteurs.
Après être resté désarmé pendant 4 ans, il est racheté par la compagnie Ventouris Sea Lines en février 2004, renommé Agios Georgios et remis en service entre Le Pirée, Paros, Naxos et Santorin. Le 11 juin 2006, alors qu’il navigue dans le Golfe Saronique, il a des problèmes de propulsion et doit retourner au Pirée. En 2009, il reçoit une nouvelle rénovation.

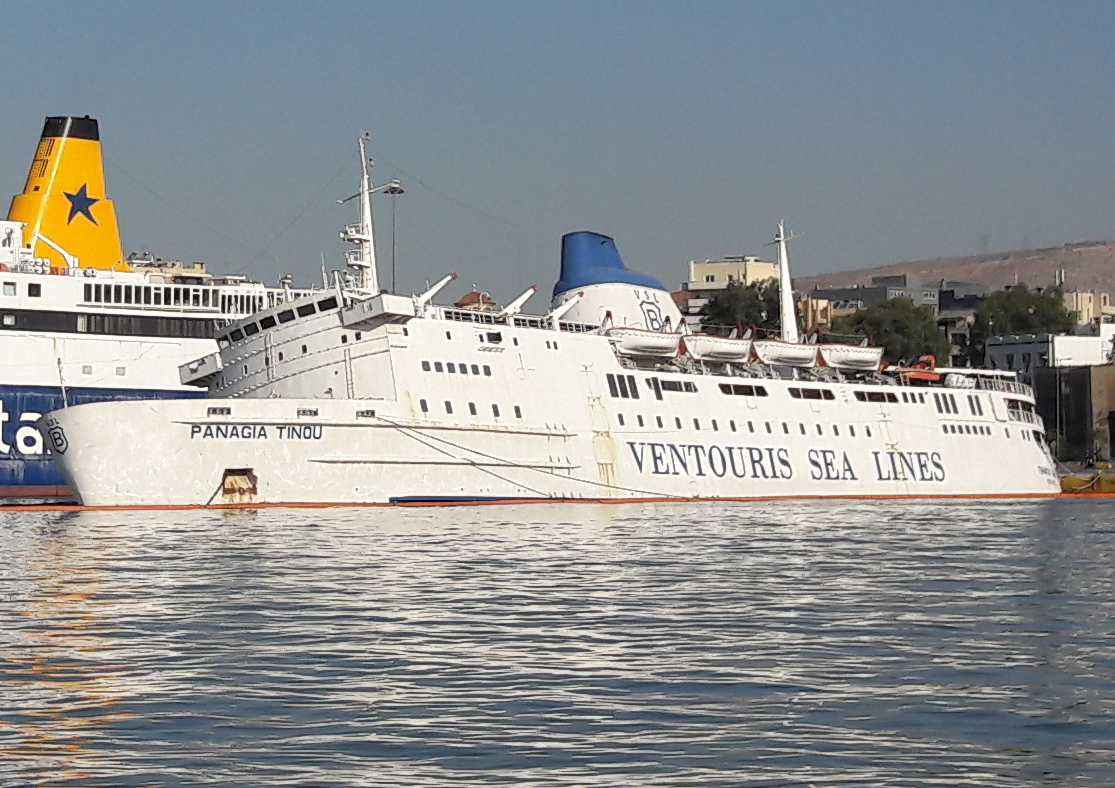
Le Panagia Tinou coulé au Pirée le 30 8 2016.

En janvier 2015, il prend le nom de Panagia Tinou. Ce sera son dernier nom. Le 26 avril 2016, alors qu’il est désarmé au Pirée en raison de problèmes financiers, il prend l’eau et commence à gîter sur son côté droit jusqu’à se stabiliser sur le fond dans la nuit. En raison de son emplacement, la compagnie doit le faire renflouer, ce qui est fait entre le 8 et le 12 février 2017. Compte tenu de son état, il est vendu à la casse : le 21 mars 2017, il quitte Le Pirée, en remorque, pour les chantiers de démolition d’Aliağa, où il est échoué le 23 mars 2017.

## Sister-ships
Il a deux sister-ships:
- le Horsa (IMO 7205075), mis en service en août 1972 et actuellement désarmé sous le nom de Penelope A à Rafína;
- le Senlac (IMO 7235915), mis en service en avril 1973 et détruit à Aliağa, sous le nom d’Apollon, en 2002.